# 帕克·揚
帕克·揚（英語：Parker Young；1988年8月16日—）是美國的一位演員。他的主要作品是ABC喜劇郊區故事。他也為湯米·希爾費格和CK擔任時裝模特。他出生在亞利桑那州，是三人兄弟中的長子。